# Lista localităților din Slovenia (G)
Lista localităților din Slovenia care încep cu litera  G
Lista localităților:
A -
B -
C -
Č -
D -
E -
F -
G -
H -
I -
J -
K -
L -
M -
N -
O -
P -
R -
S -
Š -
T -
U -
V -
Z -
Ž
| Localitate                       | Comună                                    | Imagine |
| -------------------------------- | ----------------------------------------- | ------- |
| Gaberje                          | Comuna Ajdovščina                         |         |
| Gaberje                          | Comuna Lendava                            |         |
| Gaberke                          | Comuna Šoštanj                            |         |
| Gabernik                         | Comuna Slovenska Bistrica                 |         |
| Gabrc                            | Comuna Sveti Jurij ob Ščavnici            |         |
| Gabrce                           | Comuna Rogaška Slatina                    |         |
| Gabrče                           | Comuna Divača                             |         |
| Gabrijele                        | Comuna Sevnica                            |         |
| Gabrje pod Limbarsko Goro        | Comuna Moravče                            |         |
| Gabrje pod Špilkom               | Comuna Lukovica                           |         |
| Gabrje pri Dobovi                | Comuna Brežice                            |         |
| Gabrje pri Ilovi Gori            | Comuna Grosuplje                          |         |
| Gabrje pri Jančah                | Comuna urbană Ljubljana                   |         |
| Gabrje pri Soteski               | Comuna Dolenjske Toplice                  |         |
| Gabrje pri Stični                | Comuna Ivančna Gorica                     |         |
| Gabrje                           | Comuna Dobrova - Polhov Gradec            |         |
| Gabrje                           | Comuna urbană Novo mesto                  |         |
| Gabrje                           | Comuna Sevnica                            |         |
| Gabrje                           | Comuna Tolmin                             |         |
| Gabrk                            | Comuna Ilirska Bistrica                   |         |
| Gabrk                            | Comuna Škofja Loka                        |         |
| Gabrnik                          | Comuna Juršinci                           |         |
| Gabrnik                          | Comuna Škocjan                            |         |
| Gabrno                           | Comuna Laško                              |         |
| Gabrovčec                        | Comuna Ivančna Gorica                     |         |
| Gabrovec pri Dramljah            | Comuna Vojnik                             |         |
| Gabrovec pri Kostrivnici         | Comuna Rogaška Slatina                    |         |
| Gabrovica pri Črnem Kalu         | Comuna urbană Koper                       |         |
| Gabrovica pri Komnu              | Comuna Komen                              |         |
| Gabrovka pri Zagradcu            | Comuna Ivančna Gorica                     |         |
| Gabrovka                         | Comuna Litija                             |         |
| Gabrovlje                        | Comuna Slovenske Konjice                  |         |
| Gabrovnica                       | Comuna Kamnik                             |         |
| Gabrovnik                        | Comuna Slovenske Konjice                  |         |
| Gabrovo                          | Comuna Škofja Loka                        |         |
| Gabrska Gora                     | Comuna Litija                             |         |
| Gabrsko                          | Comuna Trbovlje                           |         |
| Gabrška Gora                     | Comuna Škofja Loka                        |         |
| Gačnik                           | Comuna Pesnica                            |         |
| Gaj nad Mariborom                | Comuna urbană Maribor                     |         |
| Gaj                              | Comuna Brežice                            |         |
| Gaj                              | Comuna Slovenska Bistrica                 |         |
| Gaj                              | Comuna Šmarje pri Jelšah                  |         |
| Gajevci                          | Comuna Gorišnica                          |         |
| Gajniče                          | Comuna Grosuplje                          |         |
| Gajševci                         | Comuna Križevci                           |         |
| Galantiči                        | Comuna urbană Koper                       |         |
| Galicija                         | Comuna Žalec                              |         |
| Galušak                          | Comuna Sveti Jurij ob Ščavnici            |         |
| Gančani                          | Comuna Beltinci                           |         |
| Gašpinovo                        | Comuna Ribnica                            |         |
| Gatina                           | Comuna Grosuplje                          |         |
| Gavce                            | Comuna Šmartno ob Paki                    |         |
| Gazice                           | Comuna Brežice                            |         |
| Gažon                            | Comuna urbană Koper                       |         |
| Gederovci                        | Comuna Tišina                             |         |
| Genterovci                       | Comuna Lendava                            |         |
| Gerečja vas                      | Comuna Hajdina                            |         |
| Gerlinci                         | Comuna Cankova                            |         |
| Geršiči                          | Comuna Metlika                            |         |
| Gibina                           | Comuna Razkrižje                          |         |
| Gibina                           | Comuna Sveti Andraž v Slovenskih goricah  |         |
| Gladloka                         | Comuna Kostel                             |         |
| Gladomes                         | Comuna Slovenska Bistrica                 |         |
| Glažuta                          | Comuna Loški potok                        |         |
| Glem                             | Comuna urbană Koper                       |         |
| Glina                            | Comuna Bloke                              |         |
| Glinek                           | Comuna Škofljica                          |         |
| Glinek                           | Comuna Mirna                              |         |
| Glinje                           | Comuna Braslovče                          |         |
| Glinje                           | Comuna Cerklje na Gorenjskem              |         |
| Glinsko                          | Comuna urbană Celje                       |         |
| Globel                           | Comuna Sodražica                          |         |
| Globočdol                        | Comuna Mirna Peč                          |         |
| Globoče                          | Comuna Vojnik                             |         |
| Globočice pri Kostanjevici       | Comuna Kostanjevica na Krki               |         |
| Globočice                        | Comuna Brežice                            |         |
| Globoka                          | Comuna Ljutomer                           |         |
| Globoko ob Dravinji              | Comuna Poljčane                           |         |
| Globoko pri Šmarju               | Comuna Šmarje pri Jelšah                  |         |
| Globoko                          | Comuna Brežice                            |         |
| Globoko                          | Comuna Laško                              |         |
| Globoko                          | Comuna Radovljica                         |         |
| Glogov Brod                      | Comuna Brežice                            |         |
| Glogovica                        | Comuna Ivančna Gorica                     |         |
| Gmajna                           | Comuna Krško                              |         |
| Gmajna                           | Comuna urbană Slovenj Gradec              |         |
| Gmajnica                         | Comuna Komenda                            |         |
| Gobnik                           | Comuna Litija                             |         |
| Gobovce                          | Comuna Naklo                              |         |
| Goče                             | Comuna Vipava                             |         |
| Gočova                           | Comuna Sveta Trojica v Slovenskih goricah |         |
| Godemarci                        | Comuna Ljutomer                           |         |
| Godeninci                        | Comuna Središče ob Dravi                  |         |
| Godešič                          | Comuna Škofja Loka                        |         |
| Godič                            | Comuna Kamnik                             |         |
| Godičevo                         | Comuna Bloke                              |         |
| Godnje                           | Comuna Sežana                             |         |
| Godovič                          | Comuna Idrija                             |         |
| Gojače                           | Comuna Ajdovščina                         |         |
| Golac                            | Comuna Hrpelje - Kozina                   |         |
| Golavabuka                       | Comuna urbană Slovenj Gradec              |         |
| Golčaj                           | Comuna Lukovica                           |         |
| Golče                            | Comuna Zagorje ob Savi                    |         |
| Golek pri Vinici                 | Comuna Črnomelj                           |         |
| Golek                            | Comuna Črnomelj                           |         |
| Golek                            | Comuna Krško                              |         |
| Goli Vrh                         | Comuna Gorenja vas - Poljane              |         |
| Goli Vrh                         | Comuna Krško                              |         |
| Golica                           | Comuna Železniki                          |         |
| Golice                           | Comuna Kamnik                             |         |
| Golišče                          | Comuna Litija                             |         |
| Goljek                           | Comuna Trebnje                            |         |
| Golnik                           | Comuna urbană Kranj                       |         |
| Golo Brdo                        | Comuna Brda                               |         |
| Golo Brdo                        | Comuna Medvode                            |         |
| Golo                             | Comuna Ig                                 |         |
| Golobinjek ob Sotli              | Comuna Podčetrtek                         |         |
| Golobinjek pri Planini           | Comuna Šentjur                            |         |
| Golobinjek                       | Comuna Mirna Peč                          |         |
| Golušnik                         | Comuna urbană Novo mesto                  |         |
| Gombišče                         | Comuna Trebnje                            |         |
| Gomila pri Kogu                  | Comuna Ormož                              |         |
| Gomila                           | Comuna Destrnik                           |         |
| Gomila                           | Comuna Mirna                              |         |
| Gomilci                          | Comuna Destrnik                           |         |
| Gomilica                         | Comuna Turnišče                           |         |
| Gomilsko                         | Comuna Braslovče                          |         |
| Gonjače                          | Comuna Brda                               |         |
| Gora pri Komendi                 | Comuna Komenda                            |         |
| Gora pri Pečah                   | Comuna Moravče                            |         |
| Gora                             | Comuna Cerknica                           |         |
| Gora                             | Comuna Krško                              |         |
| Gorca                            | Comuna Podlehnik                          |         |
| Gorče                            | Comuna Dravograd                          |         |
| Gore                             | Comuna Hrastnik                           |         |
| Gore                             | Comuna Idrija                             |         |
| Goreljce                         | Comuna Radeče                             |         |
| Goreljek                         | Comuna Bohinj                             |         |
| Gorenja Brezovica                | Comuna Brezovica                          |         |
| Gorenja Brezovica                | Comuna Šentjernej                         |         |
| Gorenja Dobrava                  | Comuna Gorenja vas - Poljane              |         |
| Gorenja Dobrava                  | Comuna Trebnje                            |         |
| Gorenja Gomila                   | Comuna Šentjernej                         |         |
| Gorenja Kanomlja                 | Comuna Idrija                             |         |
| Gorenja Lepa vas                 | Comuna Krško                              |         |
| Gorenja Nemška vas               | Comuna Trebnje                            |         |
| Gorenja Pirošica                 | Comuna Brežice                            |         |
| Gorenja Podgora                  | Comuna Črnomelj                           |         |
| Gorenja Ravan                    | Comuna Gorenja vas - Poljane              |         |
| Gorenja Stara vas                | Comuna Šentjernej                         |         |
| Gorenja Trebuša                  | Comuna Tolmin                             |         |
| Gorenja vas - Reteče             | Comuna Škofja Loka                        |         |
| Gorenja vas pri Čatežu           | Comuna Trebnje                            |         |
| Gorenja vas pri Leskovcu         | Comuna Krško                              |         |
| Gorenja vas pri Mirni            | Comuna Mirna                              |         |
| Gorenja vas pri Mokronogu        | Comuna Mokronog - Trebelno                |         |
| Gorenja vas pri Polici           | Comuna Grosuplje                          |         |
| Gorenja vas pri Šmarjeti         | Comuna Šmarješke Toplice                  |         |
| Gorenja vas                      | Comuna Gorenja vas - Poljane              |         |
| Gorenja vas                      | Comuna Ivančna Gorica                     |         |
| Gorenja vas                      | Kanal                                     |         |
| Gorenja vas                      | Comuna Trebnje                            |         |
| Gorenja vas                      | Comuna Zagorje ob Savi                    |         |
| Gorenja Žaga                     | Comuna Kostel                             |         |
| Gorenja Žetina                   | Comuna Gorenja vas - Poljane              |         |
| Gorenjci pri Adlešičih           | Comuna Črnomelj                           |         |
| Gorenje Blato                    | Comuna Škofljica                          |         |
| Gorenje Brdo                     | Comuna Gorenja vas - Poljane              |         |
| Gorenje Brezovo                  | Comuna Ivančna Gorica                     |         |
| Gorenje Dole                     | Comuna Krško                              |         |
| Gorenje Dole                     | Comuna Škocjan                            |         |
| Gorenje Gradišče pri Šentjerneju | Comuna Šentjernej                         |         |
| Gorenje Gradišče                 | Comuna Dolenjske Toplice                  |         |
| Gorenje Grčevje                  | Comuna urbană Novo mesto                  |         |
| Gorenje Jelenje                  | Comuna Litija                             |         |
| Gorenje Jesenice                 | Comuna Šentrupert                         |         |
| Gorenje Jezero                   | Comuna Cerknica                           |         |
| Gorenje Kališče                  | Comuna Velike Lašče                       |         |
| Gorenje Kamence                  | Comuna urbană Novo mesto                  |         |
| Gorenje Kamenje pri Dobrniču     | Comuna Trebnje                            |         |
| Gorenje Kamenje                  | Comuna urbană Novo mesto                  |         |
| Gorenje Karteljevo               | Comuna urbană Novo mesto                  |         |
| Gorenje Kronovo                  | Comuna urbană Novo mesto                  |         |
| Gorenje Laknice                  | Comuna Mokronog - Trebelno                |         |
| Gorenje Lakovnice                | Comuna urbană Novo mesto                  |         |
| Gorenje Medvedje selo            | Comuna Trebnje                            |         |
| Gorenje Mokro Polje              | Comuna Šentjernej                         |         |
| Gorenje Mraševo                  | Comuna urbană Novo mesto                  |         |
| Gorenje Otave                    | Comuna Cerknica                           |         |
| Gorenje Podpoljane               | Comuna Ribnica                            |         |
| Gorenje Polje                    | Comuna Dolenjske Toplice                  |         |
| Gorenje Ponikve                  | Comuna Trebnje                            |         |
| Gorenje pri Divači               | Comuna Sežana                             |         |
| Gorenje pri Zrečah               | Comuna Zreče                              |         |
| Gorenje Radulje                  | Comuna Škocjan                            |         |
| Gorenje Selce                    | Comuna Trebnje                            |         |
| Gorenje Skopice                  | Comuna Brežice                            |         |
| Gorenje Sušice                   | Comuna Dolenjske Toplice                  |         |
| Gorenje Vrhpolje                 | Comuna Šentjernej                         |         |
| Gorenje Zabukovje                | Comuna Mokronog - Trebelno                |         |
| Gorenje                          | Comuna Kočevje                            |         |
| Gorenje                          | Comuna Lukovica                           |         |
| Gorenje                          | Comuna Postojna                           |         |
| Gorenje                          | Comuna Šmartno ob Paki                    |         |
| Gorenji Globodol                 | Comuna Mirna Peč                          |         |
| Gorenji Lazi                     | Comuna Ribnica                            |         |
| Gorenji Leskovec                 | Comuna Krško                              |         |
| Gorenji Log                      | Comuna Tolmin                             |         |
| Gorenji Maharovec                | Comuna Šentjernej                         |         |
| Gorenji Mokronog                 | Comuna Mokronog - Trebelno                |         |
| Gorenji Novaki                   | Comuna Cerkno                             |         |
| Gorenji Podboršt pri Veliki Loki | Comuna Trebnje                            |         |
| Gorenji Podboršt                 | Comuna Mirna Peč                          |         |
| Gorenji Podšumberk               | Comuna Trebnje                            |         |
| Gorenji Potok                    | Comuna Kostel                             |         |
| Gorenji Radenci                  | Comuna Črnomelj                           |         |
| Gorenji Suhadol                  | Comuna urbană Novo mesto                  |         |
| Gorenji Vrh pri Dobrniču         | Comuna Trebnje                            |         |
| Gorenji Vrsnik                   | Comuna Idrija                             |         |
| Gorenjski Vrh                    | Comuna Zavrč                              |         |
| Gorica                           | Comuna Črnomelj                           |         |
| Gorica                           | Comuna Krško                              |         |
| Gorica                           | Comuna Moravče                            |         |
| Gorica                           | Comuna Puconci                            |         |
| Gorica                           | Comuna Radovljica                         |         |
| Gorica na Medvedjeku             | Comuna Trebnje                            |         |
| Gorica pri Dobjem                | Comuna Dobje                              |         |
| Gorica pri Oplotnici             | Comuna Oplotnica                          |         |
| Gorica pri Raztezu               | Comuna Krško                              |         |
| Gorica pri Slivnici              | Comuna Šentjur                            |         |
| Gorica pri Šmartnem              | Comuna urbană Celje                       |         |
| Goriča vas                       | Comuna Ribnica                            |         |
| Goričak                          | Comuna Zavrč                              |         |
| Goričane                         | Comuna Medvode                            |         |
| Goriče pri Famljah               | Comuna Divača                             |         |
| Goriče                           | Comuna urbană Kranj                       |         |
| Goriče                           | Comuna Postojna                           |         |
| Goričica pod Krimom              | Comuna Brezovica                          |         |
| Goričica pri Ihanu               | Comuna Domžale                            |         |
| Goričica pri Moravčah            | Comuna Moravče                            |         |
| Goričica                         | Comuna Šentjur                            |         |
| Goričice                         | Comuna Cerknica                           |         |
| Goriška Gora                     | Comuna Škocjan                            |         |
| Goriška vas pri Škocjanu         | Comuna Škocjan                            |         |
| Goriška vas                      | Comuna Mirna Peč                          |         |
| Goriški Vrh                      | Comuna Dravograd                          |         |
| Gorišnica                        | Comuna Gorišnica                          |         |
| Gorjane                          | Comuna Kozje                              |         |
| Gorjansko                        | Comuna Komen                              |         |
| Gorje                            | Comuna Bled                               |         |
| Gorjuša                          | Comuna Domžale                            |         |
| Gorjuše                          | Comuna Bohinj                             |         |
| Gornja Bistrica                  | Comuna Črenšovci                          |         |
| Gornja Bitnja                    | Comuna Ilirska Bistrica                   |         |
| Gornja Briga                     | Comuna Kočevje                            |         |
| Gornja Košana                    | Comuna Pivka                              |         |
| Gornja Lokvica                   | Comuna Metlika                            |         |
| Gornja Paka                      | Comuna Črnomelj                           |         |
| Gornja Prekopa                   | Comuna Kostanjevica na Krki               |         |
| Gornja Radgona                   | Comuna Gornja Radgona                     |         |
| Gornja Stara vas                 | Comuna Škocjan                            |         |
| Gornja Težka Voda                | Comuna urbană Novo mesto                  |         |
| Gornja vas                       | Comuna Šmarje pri Jelšah                  |         |
| Gornja vas                       | Comuna Zreče                              |         |
| Gornje Brezovo                   | Comuna Sevnica                            |         |
| Gornje Cerovo                    | Comuna Brda                               |         |
| Gornje Dobravice                 | Comuna Metlika                            |         |
| Gornje Impolje                   | Comuna Sevnica                            |         |
| Gornje Laze                      | Comuna Semič                              |         |
| Gornje Ležeče                    | Comuna Divača                             |         |
| Gornje Ložine                    | Comuna Kočevje                            |         |
| Gornje Orle                      | Comuna Sevnica                            |         |
| Gornje Pijavško                  | Comuna Krško                              |         |
| Gornje Prapreče                  | Comuna Trebnje                            |         |
| Gornje Ravne                     | Comuna Litija                             |         |
| Gornje Retje                     | Comuna Velike Lašče                       |         |
| Gornje Vreme                     | Comuna Divača                             |         |
| Gornji Ajdovec                   | Comuna Žužemberk                          |         |
| Gornji Črnci                     | Comuna Cankova                            |         |
| Gornji Dolič                     | Comuna Mislinja                           |         |
| Gornji Grad                      | Comuna Gornji Grad                        |         |
| Gornji Ig                        | Comuna Ig                                 |         |
| Gornji Ivanjci                   | Comuna Gornja Radgona                     |         |
| Gornji Ključarovci               | Comuna Sveti Tomaž                        |         |
| Gornji Kot                       | Comuna Žužemberk                          |         |
| Gornji Križ                      | Comuna Žužemberk                          |         |
| Gornji Lakoš                     | Comuna Lendava                            |         |
| Gornji Lenart                    | Comuna Brežice                            |         |
| Gornji Petrovci                  | Comuna Gornji Petrovci                    |         |
| Gornji Rogatec                   | Comuna Grosuplje                          |         |
| Gornji Slaveči                   | Comuna Kuzma                              |         |
| Gornji Suhor pri Metliki         | Comuna Metlika                            |         |
| Gornji Suhor pri Vinici          | Comuna Črnomelj                           |         |
| Gornji Vrh                       | Comuna Šmartno pri Litiji                 |         |
| Gornji Zemon                     | Comuna Ilirska Bistrica                   |         |
| Goropeke                         | Comuna Žiri                               |         |
| Gorski Vrh                       | Comuna Tolmin                             |         |
| Gortina                          | Comuna Muta                               |         |
| Gosteče                          | Comuna Škofja Loka                        |         |
| Gostinca                         | Comuna Podčetrtek                         |         |
| Gotenc                           | Comuna Kostel                             |         |
| Gotenica                         | Comuna Kočevje                            |         |
| Gotovlje                         | Comuna Žalec                              |         |
| Govce                            | Comuna Laško                              |         |
| Goveji Dol                       | Comuna Sevnica                            |         |
| Govejk                           | Comuna Idrija                             |         |
| Gozd Martuljek                   | Comuna Kranjska Gora                      |         |
| Gozd                             | Comuna Ajdovščina                         |         |
| Gozd                             | Comuna Kamnik                             |         |
| Gozd                             | Comuna Tržič                              |         |
| Gozdec                           | Comuna Laško                              |         |
| Gozd - Reka                      | Comuna Šmartno pri Litiji                 |         |
| Grabče                           | Comuna Gorje                              |         |
| Grabe pri Ljutomeru              | Comuna Križevci                           |         |
| Grabe                            | Comuna Apače                              |         |
| Grabe                            | Comuna Središče ob Dravi                  |         |
| Graben                           | Comuna Ribnica                            |         |
| Grabonoš                         | Comuna Sveti Jurij ob Ščavnici            |         |
| Grabonoški Vrh                   | Comuna Cerkvenjak                         |         |
| Grabrovec                        | Comuna Metlika                            |         |
| Grabšinci                        | Comuna Sveti Jurij ob Ščavnici            |         |
| Gračič                           | Comuna Zreče                              |         |
| Gračišče                         | Comuna urbană Koper                       |         |
| Gračnica                         | Comuna Laško                              |         |
| Grad                             | Comuna Cerklje na Gorenjskem              |         |
| Grad                             | Comuna Grad                               |         |
| Gradac                           | Comuna Metlika                            |         |
| Gradec                           | Comuna Krško                              |         |
| Gradec                           | Comuna Pivka                              |         |
| Gradenc                          | Comuna Žužemberk                          |         |
| Gradenje                         | Comuna Šmarješke Toplice                  |         |
| Gradenšak                        | Comuna Lenart                             |         |
| Gradež                           | Comuna Velike Lašče                       |         |
| Gradiček                         | Comuna Ivančna Gorica                     |         |
| Gradin                           | Comuna urbană Koper                       |         |
| Gradišča                         | Comuna Cirkulane                          |         |
| Gradiščak                        | Comuna Juršinci                           |         |
| Gradišče na Kozjaku              | Comuna Selnica ob Dravi                   |         |
| Gradišče nad Pijavo Gorico       | Comuna Škofljica                          |         |
| Gradišče nad Prvačino            | Comuna urbană Nova Gorica                 |         |
| Gradišče pri Divači              | Comuna Divača                             |         |
| Gradišče pri Litiji              | Comuna Šmartno pri Litiji                 |         |
| Gradišče pri Lukovici            | Comuna Lukovica                           |         |
| Gradišče pri Materiji            | Comuna Hrpelje - Kozina                   |         |
| Gradišče pri Ormožu              | Comuna Sveti Tomaž                        |         |
| Gradišče pri Raki                | Comuna Krško                              |         |
| Gradišče pri Štjaku              | Comuna Sežana                             |         |
| Gradišče pri Trebnjem            | Comuna Trebnje                            |         |
| Gradišče pri Vipavi              | Comuna Vipava                             |         |
| Gradišče pri Vojniku             | Comuna Vojnik                             |         |
| Gradišče v Tuhinju               | Comuna Kamnik                             |         |
| Gradišče                         | Comuna Grosuplje                          |         |
| Gradišče                         | Comuna Kozje                              |         |
| Gradišče                         | Comuna urbană Slovenj Gradec              |         |
| Gradišče                         | Comuna Tišina                             |         |
| Gradišče                         | Comuna Velike Lašče                       |         |
| Gradišče                         | Comuna Videm                              |         |
| Gradišče                         | Comuna Šmartno pri Litiji                 |         |
| Gradišica                        | Comuna Hrpelje - Kozina                   |         |
| Gradiška                         | Comuna Kungota                            |         |
| Gradiške Laze                    | Comuna Šmartno pri Litiji                 |         |
| Gradiški Dol                     | Comuna Rogaška Slatina                    |         |
| Gradiško                         | Comuna Bloke                              |         |
| Gradnik                          | Comuna Semič                              |         |
| Gradnje                          | Comuna Krško                              |         |
| Gradnje                          | Comuna Sežana                             |         |
| Gradno                           | Comuna Brda                               |         |
| Grahovo Brdo                     | Comuna Sežana                             |         |
| Grahovo ob Bači                  | Comuna Tolmin                             |         |
| Grahovo                          | Comuna Cerknica                           |         |
| Grahovše                         | Comuna Tržič                              |         |
| Grajena                          | Comuna urbană Ptuj                        |         |
| Grajenščak                       | Comuna urbană Ptuj                        |         |
| Grajska vas                      | Comuna Braslovče                          |         |
| Grant, Tolmin                    | Comuna Tolmin                             |         |
| Graška Gora                      | Comuna urbană Slovenj Gradec              |         |
| Grč Vrh                          | Comuna Mirna Peč                          |         |
| Grčarevec                        | Comuna Logatec                            |         |
| Grčarice                         | Comuna Ribnica                            |         |
| Grčarske Ravne                   | Comuna Ribnica                            |         |
| Grdina                           | Comuna Majšperk                           |         |
| Grebenje                         | Comuna Ribnica                            |         |
| Gregovce                         | Comuna Brežice                            |         |
| Grenc                            | Comuna Škofja Loka                        |         |
| Gresovščak                       | Comuna Ljutomer                           |         |
| Grgar                            | Comuna urbană Nova Gorica                 |         |
| Grgarske Ravne                   | Comuna urbană Nova Gorica                 |         |
| Grgelj                           | Comuna Kostel                             |         |
| Griblje                          | Comuna Črnomelj                           |         |
| Grič pri Dobličah                | Comuna Črnomelj                           |         |
| Grič pri Klevevžu                | Comuna Šmarješke Toplice                  |         |
| Grič pri Trebnjem                | Comuna Trebnje                            |         |
| Grič                             | Comuna Kostanjevica na Krki               |         |
| Grič                             | Comuna Ribnica                            |         |
| Grinjan                          | Comuna urbană Koper                       |         |
| Grintovec pri Osilnici           | Comuna Osilnica                           |         |
| Grintovec                        | Comuna Ivančna Gorica                     |         |
| Grintovec                        | Comuna urbană Koper                       |         |
| Grivac                           | Comuna Kostel                             |         |
| Grivče                           | Comuna Ajdovščina                         |         |
| Griže                            | Comuna Ivančna Gorica                     |         |
| Griže                            | Comuna Sežana                             |         |
| Griže                            | Comuna Žalec                              |         |
| Grlava                           | Comuna Ljutomer                           |         |
| Grliče                           | Comuna Šmarje pri Jelšah                  |         |
| Grlinci                          | Comuna Juršinci                           |         |
| Grm pri Podzemlju                | Comuna Metlika                            |         |
| Grm                              | Comuna Ivančna Gorica                     |         |
| Grm                              | Comuna Trebnje                            |         |
| Grm                              | Comuna Velike Lašče                       |         |
| Grmada                           | Comuna Trebnje                            |         |
| Grmovlje                         | Comuna Škocjan                            |         |
| Grobelce                         | Comuna Šmarje pri Jelšah                  |         |
| Grobelno - del                   | Comuna Šentjur                            |         |
| Grobelno - del                   | Comuna Šmarje pri Jelšah                  |         |
| Grobišče                         | Comuna Postojna                           |         |
| Groblje pri Prekopi              | Comuna Šentjernej                         |         |
| Grosuplje                        | Comuna Grosuplje                          |         |
| Gruča                            | Comuna Šentjernej                         |         |
| Grudnica                         | Comuna Tolmin                             |         |
| Grušce                           | Comuna Šentjur                            |         |
| Grušena                          | Comuna Kungota                            |         |
| Gruškovec                        | Comuna Cirkulane                          |         |
| Grušova                          | Comuna urbană Maribor                     |         |
| Grušovlje                        | Comuna Mozirje                            |         |
| Gržeča vas                       | Comuna Krško                              |         |
| Gubno                            | Comuna Kozje                              |         |
| Gumberk                          | Comuna urbană Novo mesto                  |         |
| Gumnišče                         | Comuna Škofljica                          |         |
| Gunclje                          | Comuna urbană Ljubljana                   |         |
| Gunte                            | Comuna Krško                              |         |

Lista localităților:
A -
B -
C -
Č -
D -
E -
F -
G -
H -
I -
J -
K -
L -
M -
N -
O -
P -
R -
S -
Š -
T -
U -
V -
Z -
Ž